# Municipio de Prairie Center (condado de Spink)
El municipio de Prairie Center (en inglés: Prairie Center Township) es un municipio ubicado en el condado de Spink en el estado estadounidense de Dakota del Sur. En el año 2010 tenía una población de 81 habitantes y una densidad poblacional de 0,87 personas por km².

## Geografía
El municipio de Prairie Center se encuentra ubicado en las coordenadas 44°56′40″N 98°9′59″O / 44.94444, -98.16639. Según la Oficina del Censo de los Estados Unidos, el municipio tiene una superficie total de 93.16 km², de la cual 93,11 km² corresponden a tierra firme y (0,05 %) 0,04 km² es agua.

## Demografía
Según el censo de 2010, había 81 personas residiendo en el municipio de Prairie Center. La densidad de población era de 0,87 hab./km². De los 81 habitantes, el municipio de Prairie Center estaba compuesto por el 98,77 % blancos y el 1,23 % eran de una mezcla de razas. Del total de la población el 0 % eran hispanos o latinos de cualquier raza.